# Копчук, Войцех
Войцех Копчук (пол. Wojciech Kopczuk; род. 8 апреля 1972, Радом) — польский и американский экономист, лауреат Шнобелевской премии 2001 года по экономике за «открытие, что люди пытаются отсрочить свою смерть, чтобы снизить налог на наследство».
Бакалавр (1996) Варшавского университета; магистр (1998) и доктор философии (2001) Мичиганского университета. Преподавал в университете Британской Колумбии (Канада; 2001—2003) и в Колумбийском университете (с 2003).

## Основные произведения
- «Оптимальная эластичность налогооблагаемого дохода» (The Optimal Elasticity of Taxable Income, 2002, в соавторстве с Дж. Слемродом);
- «База налогообложения, налоговые ставки и эластичность объявляемого дохода» (Tax Bases, Tax Rates and the Elasticity of Reported Income, 2005).